# Nadleśnictwo Kędzierzyn

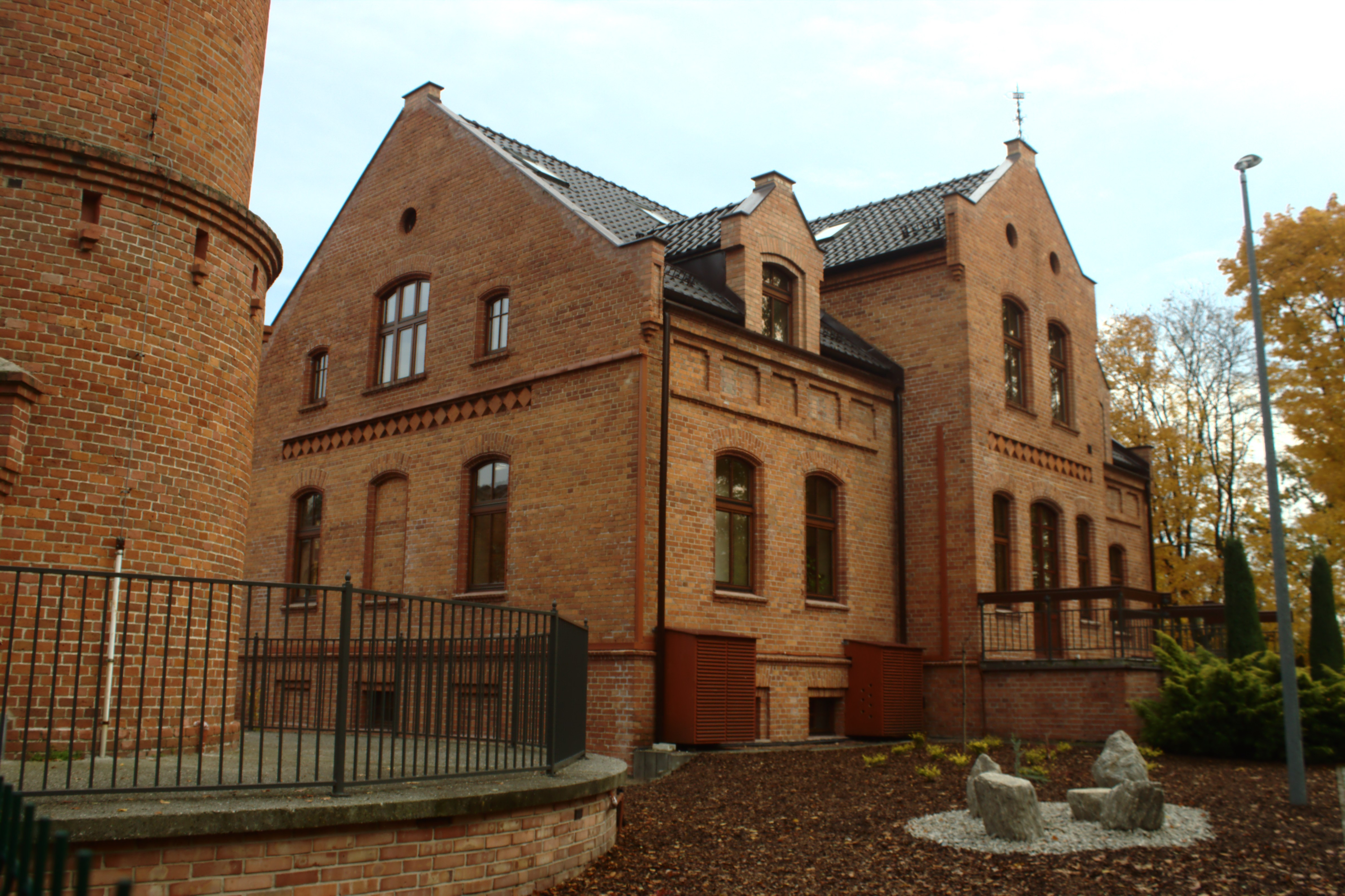
Siedziba nadleśnictwa

Nadleśnictwo Kędzierzyn – jednostka organizacyjna Lasów Państwowych podległa Regionalnej Dyrekcji Lasów Państwowych w Katowicach, której siedziba znajduje się w Starej Kuźni.
Powierzchnia nadleśnictwa wynosi 351 km² w województwach: opolskim (powiatu: kędzierzyńsko-kozielski, prudnicki i strzelecki) i śląskim (powiat gliwicki).
Nadleśnictwo Kędzierzyn w obecnym kształcie powstało w 1978 roku.

## Leśnictwa
W skład nadleśnictwa wchodzi 10 leśnictw:
- leśnictwo Blachownia
- leśnictwo Brzeźce
- leśnictwo Czajka
- leśnictwo Kotlarnia
- leśnictwo Niezdrowice
- leśnictwo Pokrzywnica
- leśnictwo Rudziniec
- leśnictwo Sławięcice
- leśnictwo Stampnica
- leśnictwo Stara Kuźnia

## Ochrona przyrody
Na terenie nadleśnictwa znajduje się 6 użytków ekologicznych:
- Naczysławki
- Oczko za składnicą
- Ostojnik
- Kaczy Dół
- Żabi Dół
- Gacek